# (4874) Burke
(4874) Burke est un astéroïde de la ceinture principale.

## Description
(4874) Burke est un astéroïde de la ceinture principale. Il fut découvert le 12 janvier 1991 à l'observatoire Palomar par Eleanor Francis Helin. Il présente une orbite caractérisée par un demi-grand axe de 2,60 UA, une excentricité de 0,12 et une inclinaison de 14,7° par rapport à l'écliptique.

## Compléments